# مد سازگار با محیط زیست

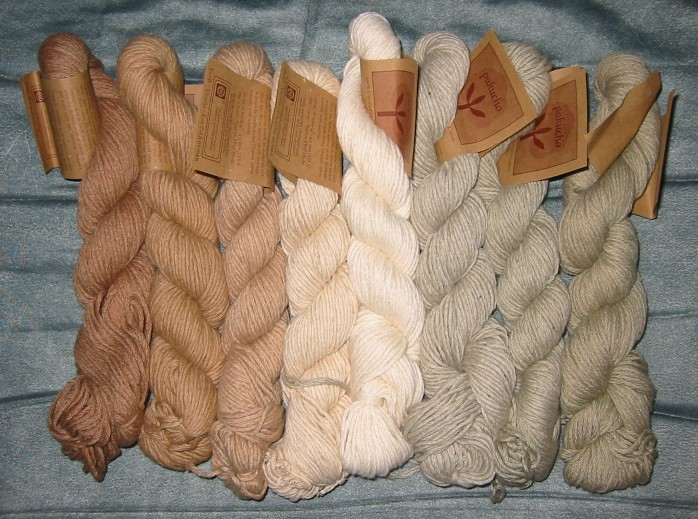
نخ پنبهٔ طبیعی

مد سازگار با محیط زیست یا مد پایدار (به انگلیسی: Sustainable fashion) (پایداری منابع زیست‌محیطی)، که مد دوستدار محیط زیست نیز نامیده می‌شود شیوهٔ خاصی از طراحی است و به عنوان قسمتی از فلسفهٔ طراحی شناخته می‌شود که بر پایهٔ مبانی زیست‌محیطی، اجتماعی و اقتصادی بنیان‌گذاری شده‌است و هدف آن ایجاد سیستمی در طراحی است که خود را در برابر محیط زیست و اجتماع مسئول می‌داند. مد پایدار بخشی از روند بزرگ طراحی سازگار با محیط زیست به‌شمار می‌رود، که مطابق آن محصول، با در نظر گرفتن اثرات زیست‌محیطی و اجتماعی که به جا خواهد گذاشت ساخته می‌شود و سعی این روش طراحی بر این است که تا حد امکان تأثیرات تخریب کنندهٔ عملکردهای انسانی در محیط طبیعی کاهش یابد به عنوان مثال چگونگی میزان کاهش وزن محصولات برای کاستن از انتشار کربن در محیط و حفظ منابع طبیعی و بقای محیط زیست را مد نظر قرار می‌دهند. بر طبق آمار می۲۰۰۷ مجلهٔ ووگ این یک مد یک روند کوتاه مدت نداشت و چندین فصل ادامه پیدا کرد.
علاوه بر اینکه بر اساس مانیفست حفظ محیط زیست درصدی از فروش محصولات در دنیای مد به سازمان‌های خیریه اهدا می‌گردد طراحان مد نیز امروزه سعی می‌کنند با تولید این نوع محصولات که از طریق استفاده از مواد اولیه سازگار با محیط زیست ساخته می‌شوند آن‌ها را بار دیگر به بازار معرفی کنند و در معرض نمایش قرار دهند.
امروزه سازمان‌های مشخصی به وجود آمده‌اند که سعی در ایجاد و افزایش فرصت‌ها برای طراحان مد پایدار دارند که انجمن ملی طراحان مد پایدار یکی از این سازمان‌ها است. هدف اینگونه سازمان‌ها کمک به کار آفرینان در این زمینه برای رشد مدهای سازگار با محیط، فرهنگ‌سازی، هدایت و آگاه‌سازی جامعه در این مسیر می‌باشد، از دیگر وظایف این سازمان، آموزش طراحان مد پایدار و افزایش دسترسی آن‌ها به ابزار و منابع صنعتی مورد نیازشان برای پیشبرد کسب و کارهای خلاق، نوآورانه و مؤثر در این زمینه‌است و همچنین ایجاد تغییر در جامعه از طریق فراهم آوردن بازار کار مرتبط با طراحی و مد ارائه شده از طریق آموزش و پرورش افراد، ایجاد برنامه‌هایی که این صنعت جدید را پرورش می‌دهند و به پایداری و رشد اقتصادی آن کمک می‌نمایند.
بر اساس آمار سازمان غیر انتفاعی ارت پلج (به انگلیسی: Earth Pledge) که سازمانی است متعهد به حمایت و ترویج توسعه پایدار، حداقل ۸۰۰۰ مادهٔ شیمیایی وجود دارند که در مواد خام تولید پارچه از آن‌ها استفاده می‌شود و۲۵ درصد از آفت کشها برای تولید پنبهٔ غیره ارگانیک به کار برده می‌شوند که این مسئله باعث آسیب جبران ناپذیر به مردم و محیط زیست می‌شود و دو سوم از مقدار کربن منتشر شده در محیط از پوشاک خریداری شده به جای مانده‌اند.

## مواد اولیه
عوامل زیادی وجود دارند که میزان سازگاری با محیط و پایداری مواد اولیه را مشخص می‌سازند. قابل بازیافت یا تجزیه پذیر بودن، منابع یاالیافی که مورد استفاده قرار می‌گیرند، فرایند چگونگی تبدیل الیاف خام به پارچه، شرایط کار افرادی که مواد اولیه را تولید می‌کنند و میزان کل کربن انتشار یافته از مواردی هستند که در این امر دخیل می‌باشند.

### الیاف طبیعی
الیاف طبیعی الیافی هستند که در طبیعت یافت می‌شوند و از نفت گرفته نمی‌شوند. این الیاف را می‌توان در دو گروه اصلی طبقه‌بندی کرد: ۱- گروه الیاف سلولزی یا گیاهی. ۲- گروه الیاف پروتئینی یا حیوانی.

### سلولز
پنبه یکی از بیشترین محصولات جهان است که شیوهٔ کشت آن متمرکز بر روش شیمیایی است. رشد پنبه با استفاده از حدود ۲۵ درصد از حشره کش‌های جهان و بیش از ۱۰درصد از آفت کش‌های جهان صورت می‌گیرد. سایر الیاف سلولزی موجود عبارتند از: کنف هندی یا چتایی که برای گونی بافی و طناب به کاربرده می‌شوند، کتان، بوتهٔ شاهدانه (حشیش)، رامی (گیاهی از خانواده گزنه)، آباکا و خیزران (که درساخت ویسکوز از آن‌ها استفاده می‌شود). سویا، ذرت، موز، آناناس و راش (که در ساخت ریون و ابریشم ابریشم مصنوعی از آن‌ها استفاده می‌شود).

### پروتئین
الیاف پروتئینی موجود عبارتند از: پشم، ابریشم، موی خرگوش، شتر، آلپاکا، لاما (شتر بی‌کوهان)، شترچه، کرک کشمیری (ترمه)، پارچهٔ موهر
جهت شناسایی، این الیاف هنگام سوختن بوی مو سوخته یا پر سوخته ایجاد می‌کنند که به‌طور جزئی با بوی حاصل از سوختن الیاف پروتئینی بازیافتی متفاوت می‌باشد . هر دونوع لیف باقیماندهٔ خشک شکنندهٔ ذغالی بر جای می‌گذارند.این الیاف خود خاموش شونده هستند.

### مواد ساخته شده
مواد ساخته شده از مواد طبیعی عبارتند از: الیاف سلولزی بازسازی شده (Polylactic acid) یا (PLA)

### الیاف بازیافتی
الیاف بازیافتی یا بازسازی و اصلاح تکه پارچه‌های جمع‌آوری شده از کارخانه‌های پوشاک که الیاف کوتاه آن‌ها در نخ ریسی‌ها برای تولید نخ مورد استفاده قرار می‌گیرند.تکنولوژی و امکانات محدودی در سطح جهان وجود دارد که قادر به ترکیب الیاف پنبه‌ای بازیافتی +افزودنrePET برای افزایش مقاومت الیاف پنبه‌ای بازیافتی+الیاف اکریلیک دست نخورده‌ای که از آن‌ها برای تثبیت رنگ و افزایش مقاومت استفاده می‌شود می‌باشند.

## طراحان
طراحان اذعان داشته‌اند که به جای تولید لباس‌های هیپی در حال تلاش برای افزودن این شیوه‌های سازگار با محیط زیست به لباس مدرن می‌باشند. علی رغم تلاش‌های صورت گرفته برای به حداقل رساندن آسیب‌ها به محیط در همهٔ عرصه‌های رشد، تولید و حمل و نقل، هزینهٔ تولید محصولات و لباس‌های این سبک از مد معمولاً گران تراز محصولات سایر سبک‌های مرسوم می‌باشند.
مدل‌های مشهور و طراحان مانند استلا مک کارتنی، آمور ورت، ادون و استوارت براون از جمله افرادی هستند که به مدهای سازگار با محیط زیست گرایش پیدا کرده‌اند. هفتهٔ مد پورتلند از سال ۲۰۰۵، طراحان برجستهٔ مد پایدار و صنعت پوشاک و مطبوعات بین‌المللی را برای ایجاد یک هفتهٔ مد صد در صد سازگار با محیط زیست به خود جذب کرده‌است.
در اروپا مارک‌های تجاری مشهور در زمینهٔ مد دوستدار محیط زیست عبارتند از: armedangels از شهر کلن آلمان، مارک Ajna-Organic از آلمان، Nudie Jeans از سوئد، KamiOrganic از پاریس، Pants to Poverty یا Po-Zu shoes from از لندن، room to roam از مونیخ، Royal Blush accessories از کشور سوئیس و Bio Shirt Company از برلین.
در کاستاریکا و ایتالیا گروه Pacifique نقشی فعال در حرکتی جامع به منظور افزایش سطح آگاهی بشر در زمینهٔ لباس‌های سازگار با محیط زیست داشتند.
بخش جدید و جالب مد پایدار بخشی است که در اصطلاح زندان دوخت نامیده می‌شود، زندانیان شرق اروپا در حال طراحی مدهای سازگار با محیط زیست در لتونی و استونی تحت نام تجاری «هوی اکو» به فعالیت مشغولند.

## برندها
علاوه بر وجود طراحان در زمینهٔ مد سازگار با محیط، مارک‌های زیادی هم وجود دارند که بر اساس مفهوم مد در این زمینه شکل گرفته‌اند این مارک‌ها باید برای ساخت لباس‌های خود از مواد اولیهٔ طبیعی و شکل‌های قابل بازیافت انرژی در کارخانه‌های خود استفاده کنند برای مثال مارکی مانند Rapanui انگلیسی که از نام تجاری سازگاربا محیط زیست استفاده می‌کند توربین‌های بادی وستاس را در کارخانه نساجی هند به کار می‌گیرد که در آنجا از پنبهٔ آلی در محصولات ساخته شده برای بازار انگلستان استفاده می‌شود.
بسیار مهم است که مارک‌هایی که مد پایدار را طراحی می‌کنند در مورد شیوه و روش کسب و کارشان صددرصد شفاف سازی کنند به این دلیل که مشتری در جریان مراحل مختلف تولید محصول قرار بگیرد و بتواند قبل از خرید اجناس در مورد میزان سازگار بودن محصول با محیط قضاوت کند و بتواند بهترین محصولی را که از نظر وی سازگارتر با محیط زیست است انتخاب کند.
این مسئله که مردم بتوانند از مراحل مختلف تولید آگاه شوند یکی از روش‌های محبوب و معروف است و معمولاً این مارک‌ها همهٔ اطلاعات مراحل تولید را از آغاز تا ارائهٔ محصول به گونه‌ای واقعی و صادقانه در اختیار مشتری قرار می‌دهند.

## بحث‌ها و نظریات
هرچند پنبه از محصولاتی است که کاشت و تولید آن کربن زیادی را منتشر می‌کند اما به‌کارگیری پنبهٔ ارگانیک یا آلی در پارچه که به‌طور کامل در فرایند کاشت و تولید آن از آفت کش‌های سمی و کودهای شیمیایی مخرب استفاده نمی‌شود انتخاب بهتری به‌شمار می‌رود. بسیاری از طراحان استفاده از الیاف خیزران یا بامبو را مورد آزمایش قرار داده‌اند زیرا خیزران در طول چرخهٔ حیاط خود گازهای گلخانه‌ای را جذب می‌کند و نیز رشد سریعی در مقادیر زیاد و بدون استفاده از آفت کش‌ها دارد با این وجود پوشاک ساخته شده از خیزران می‌تواند آسیب‌های زیست‌محیطی بسیاری نیز داشته باشد با توجه به اینکه برای نرم کردن خیزران سخت مواد شیمیایی زیادی به کار گرفته شود. برخی نیز بر این باورند که بوتهٔ شاهدانه (حشیش) با توجه به سهولت رشد آن بهترین انتخاب برای تولید پارچه‌های سازگار با محیط زیست به‌شمار می‌رود هرچند کشت آن هنوز در برخی از کشورها به دلیل خاصیت مخدر آن ممنوع می‌باشد. به تازگی یک جایگزین دیگر برای مد سازگار با محیط زیست به وجود آمده‌است که روش آن بر اساس استفاده از الیاف مصنوعی است که با یک فرایند به نام تکنولوژی AirDyeاستفاده از آب را در مراحل رنگرزی و چاپ (پارچه) حذف می‌کند. درحالی که هنوز نقد بسیاری بر مواد شیمیایی به کار گرفته شده در ساخت الیاف مصنوعی وارد است لیکن این روش به میزان قابل توجهی مصرف آب و آلودگی را کاهش می‌دهد این در حالیست که استفاده از پنبه (الی یا غیر الی) مقادیر زیادی آب در طی مراحل رشد و رنگرزی مصرف می‌کند

## آیندهٔ مد پایداری
در تاریخ ۳ می۲۰۱۲بزرگ‌ترین نشست مد سازگار با محیط زیست در کپنهاگ برگزار شد بیش از هزار نفر از سهامداران کلیدی در مورد اهمیت صنعت مد سازگار با محیط زیست به بحث و گفتگو پرداختند نشست مد کپنهاگ برای تلاش در جهت ایجاد یک جنبش در صنعت مد پایدار از آن زمان تا کنون هزارن نفر را جمع‌آوری نموده‌است.
در ژوئیه سال ۲۰۱۲ ائتلاف پوشاک پایدار راه اندازی شد و شاخص خود ارزیابی (استاندارد) Polylactic acid Higg را طراحی کرد که این شاخص برای اندازه‌گیری کیفیت و ارتقای مراحل تولید در صنایع پوشاک و کفش است. این ائتلاف که در سال ۲۰۱۱ بنا نهاده شده بود یک سازمان غیر انتفاعی است که اعضای آن را برندهای تولیدکنندهٔ پوشاک و کفش، خرده فروشان، وابستگان به صنعت، اتحادیه‌های صنفی و آژانس حفاظت محیط زیست ایالات متحده آمریکا، نهادهای علمی و سازمان‌های غیردولتی زیست‌محیطی تشکیل می‌دهند.

## پیوند بیرون
- Black, Sandy (2008). Eco-chic : the fashion paradox, London: Black Dog. شابک ‎۱−۹۰۶۱۵۵−۰۹−۷. اُسی‌ال‌سی ۹۶۶۰۷۸۵۶۳.
- Black, Sandy (2013). The sustainable fashion handbook,  New York: Thames & Hudson. شابک ‎۹۷۸۰۵۰۰۲۹۰۵۶۹. اُسی‌ال‌سی ۹۳۹۷۴۳۶۶۱.